# St. Charles (Idaho)
St. Charles és una població dels Estats Units a l'estat d'Idaho. Segons el cens del 2000 tenia 156 habitants, el 2010 només eren 131. Segons el cens del 2000 hi havia 57 habitatges, i 44 famílies.
St. Charles es va crear al maig de 1864 per pioners mormons.